# Eberholzen
Eberholzen là một thị xã ở huyện Hildesheim trong bang Niedersachsen, Đức. Đô thị Eberholzen có diện tích 9,92 km², dân số thời điểm ngày 31 tháng 12 năm 2006 là 649 người.